# Hrvatska kuhinja
Hrvatska kuhinja obuhvaća cjelokupnu kulinarsku raznolikost svojega teritorija, to jest ukupnost gastronomije i enologije u vidu jela, pića, recepata, sastojaka i proizvoda. Uzevši u obzir njezinu heterogenost poznata je i kao „regionalna kuhinja” jer svaki dio Hrvatske ima svoju kulinarsku tradiciju, poput istarske, dalmatinske, dubrovačke, ličke, zagorske, međimurske, podravske i slavonske. Svaka ima svoju posebnu tradiciju kuhanja svojstvenu za područje, a koja ne mora nužno biti dobro poznata u drugim dijelovima Hrvatske. Međutim, većina jela može se naći širom zemlje u mjesnim oblicima.
Kuhinja u unutarnjosti Hrvatske ima više sličnosti s austrijskom, njemačkom i mađarskom, a u nekim područjima s turskom kuhinjom. Na hrvatskom Jadranu pak, vidljivi su utjecaji antičke i ilirske kuhinje, a kasnije i sredozemne kuhinje, poglavito talijanske, mađarske, bečke (austrijske) i francuske kuhinje.
Kuhinje kontinentske Hrvatske obilježvaju složeniji načini pripreme te veći broj hranjivijih jela i namirnica poput svih vrsta mesa, različitih vrsta povrća, voća, žitarica te mliječnih proizvoda i jaja. U kuhinjama hrvatskoga Jadrana uz obalu i na otocima prevladava mediteranska prehrana, temeljena na ribi, morskim plodovima, voću i povrću te maslinovu ulju.
Istra, Konavle i Pelješac prepoznate su u međunarodnim okvirima kao vinorodna područja iznimne kakvoće sorti, a za njima ne zaostaju ni ostale dijelovi Hrvatske.

## Jela

### Juhe
- Juha od prokulica
- Pretepena juha
- Pretepena grahova juha
- Zagorska juha

### Sirevi
- Bjelovarac, tvrdi kravlji sir
- Dimsi, tvrdi kravlji sir
- Podravec, tvrdi kravlji sir
- Graničar, tvrdi kravlji sir
- Varaždinec, tvrdi kravlji sir
- Bjelovarski kvargl, turoš, prga, tvrdi kravlji sir[2]
- Paški sir, ovčji sir[3]
- lička basa
- škripavac
- cetinski sir
- krčki sir
- livanjski sir
- sir i vrhnje

### Meso
Meso s roštilja ili s ražnja, pečeno, prženo i pod pekom:
- - hladetina
  - janjetina
  - kotlovina
  - odojak

#### Jela od mesa i peradi
- arambaši
- meso z tiblice
- pašticada
- punjena paprika
- purica s mlincima
- ražnjići
- sarma
- temfanje
- visovačka begavica
- zagrebački odrezak
- zelena menestra

#### Jela od ribe i morskih plodova
- Srdele
- Brodet
- Hlap iz Hrvatskog Jadrana
- Salata od hobotnice

- bakalar na bijelo
- brodet
- buzara
- dagnje
- lignje
- crni rižot
- salata od hobotnice
- srdele
- škampi
- tuna

### Variva
- čobanac
- đuveđ
- grah
- gulaš
- istarska jota
- mahune
- repa s grahom
- riblji paprikaš ili fiš-paprikaš
- riblja čorba
- sataraš

### Tjestenine
- fuži
- krpice sa zeljem
- šporki makaruli

### Slano tijesto
- bučnica
- husiljevača
- mlinci
- pita
- pogača
- povitica
- soparnik
- viška pogača
- zagorski štrukli
- žganci

### Šunke i kobasice
- kulen ili kulin
- češnjovka
- kaštradina
- kobasica
- krvavice
- salama
- šokol
- špek
- švargl
- suđuk
- panceta
- pršut

### Prilozi i ostalo
- blitva
- čvarci
- kiseli kupus
- kupus salata
- lepinje
- lički krumpir
- paški baškotin
- tartufi
- žganci, polenta, pulenta, palenta, pura

### Slatkiši, kolači i deserti
- čupavci
- dunavski valovi
- fritule
- krempita, kremšnita
- kroštule
- makovnjača
- narancini
- orahnjača
- palačinke
- pinca
- pokladnice
- rožata
- savijača, štrudla
- šampita
- uštipci
- torta od skorupa
- zlevanjka

- Savijača
- Orahnjača
- Pinca
- Samoborska kremšnita

## Pića

### Vina
- Graševina

### Desertna vina
- malvazija
- muškat
- prošek

### Pivo
- Favorit
- karlovačko
- ožujsko
- Osječko
- Pan
- Velebitsko

### Likeri
- maraschino
- rakija
  - Biska
  - Lozovača / Loza
  - Travarica
  - Šljivovica
- Drenovac
- Kruškovac
- Pelinkovac
- Orahovac
- Glembaj
- Medovina
- Gvirc

### Mineralna voda
- Jamnica – pobjednica AquaExpo-a 2003.
- Lipički studenac
- Jana - pobjednica Eauscara 2004.
- Cetina
- Bistra

### Sokovi i sirupi
- Badel
- Jamnica
- Maraska
- Dona
- Vindija sokovi – Vindi sokovi